# Erich Lang
Ernst Erich Lang (* 15. Dezember 1895 in Satzung; † 25. September 1940 in Olbernhau) war ein deutscher Heimatdichter des sächsischen Erzgebirges.

## Leben
Lang wurde 1895 als Sohn des Lehrers und Kantors Ernst Edmund Lang und dessen Ehefrau Anna Lang, geb. Müller, in dem erzgebirgischen Bergdorf Satzung geboren.
Er besuchte von 1903 bis 1910 die Volksschule in seinem Heimatort. Von Ostern 1910 bis Weihnachten 1915 war er zur Vorbildung am Königlichen Lehrerseminar in Annaberg.
Vom 9. bis zum 12. Dezember 1919 legte er die sogenannte Wahlfähigkeitsprüfung, ebenfalls am Königlichen Lehrerseminar in Annaberg, ab. Der erfolgreiche Abschluss dieses Seminars befähigte ihn zur Anstellung als Lehrer an Volksschulen. Im Dezember 1919 erhielt Erich Lang in Olbernhau eine ständige Anstellung als Hilfsschullehrer mit der späteren Beförderung zum Hilfsschuloberlehrer.
Am 28. Februar 1920 ehelichte er Gertrud Seifert, Tochter eines Pferdehändlers und -versicherers aus Satzung, in der St.-Annenkirche in Annaberg. Aus dieser Ehe gingen die Kinder Gottfried (* 1923) und Dieter (* 1926) hervor.
Mitte der Zwanziger Jahre trat Erich Lang mit seiner musikalischen Tätigkeit in die Öffentlichkeit. So arbeitete er z. B. im Olbernhauer Männergesangverein „Harmonie“ als stellvertretender Chormeister. Ebenso war er Stabführer im Männergesangverein „Eintracht“, arbeitete nach dem Zusammenschluss aller Olbernhauer Gesangsvereine am 1. Juli 1937 zum „Kretzschmar-Chor“ als stellvertretender Chormeister, er war Leiter des Schulorchesters und hatte die Leitung der Singabteilung der Volksspielgruppe Olbernhau inne. Außerdem war er von 1933 bis zu seinem Tode Dirigent des Kirchenchores sowie Organist und Kantor in der Kirche zu Olbernhau.
Am 25. September 1940 starb Erich Lang im Alter von 44 Jahren morgens auf dem Weg zur Schule. Er hinterließ mehrere bekannte Advents- und Weihnachtslieder, die noch heute im Erzgebirge und darüber hinaus verbreitet sind.

## Werke
- 1937 ’s Raachermannel (Gahr für Gahr giehts zun Advent)
- 1938 De Peremett (Dr Voter hot ne man’che Stund)
- 1939 Der Bargma (Durch de Gassen weißbeschneit)

## Ehrungen
Im Heimatmuseum Haus der Heimat in Olbernhau ist ihm eine Ausstellungsvitrine gewidmet. Außerdem ist als Leihgabe die von Erich Lang selbst gebaute Pyramide ausgestellt, auf die sich sein Lied De Peremett bezieht.